# Ото Щупахер
Ото Щупахер (на немски: Otto Stuppacher) е австрийски пилот от Формула 1, роден е на 3 март 1947 г. във Виена, Австрия.

## Кариера във Формула 1
Ото Щупахер дебютира във Формула 1 през 1976 г. в Голямата награда на Италия, в световния шампионат на Формула 1 записва 3 участия като не успява да спечели точки. Състезава се с частен Тирел.